# Thomassetia
Thomassetia — род жуков-златок.

## Распространение
Афротропика.

## Описание
Бронзового цвета широкотелые златки. (фотография).

## Систематика
Известно 5 видов. Род относится к трибе Thomassetiini Bellamy, 1987 (Buprestinae).
- Род Thomassetia Théry, 1928[1]
  - Thomassetia anniae (Obenberger, 1928)
  - Thomassetia crassa (Waterhouse, 1887)
  - Thomassetia natalensis (Théry, 1928) typus
  - Thomassetia parva Bellamy, 1996
  - Thomassetia strandi Obenberger, 1936